# 塞繆爾·戴維斯
塞繆爾·戴維斯（英語：Samuel Davies，1723年11月3日—1761年2月4日）是一位傳教士和長老會牧師。戴維斯在1748年至1759年在漢諾威郡出任牧師，並在1759年至1761年出任普林斯顿大学（當時稱為紐澤西學院）第四任校長一職。戴維斯是弗吉尼亚州第一批非聖公會牧師之一，他也是其中一位最早向北美十三殖民地的奴隸傳教的宣教士。他致力於宗教自由，並在殖民地推動宗教改革。 戴維斯也是一位多產的作曲家，創作了多首讚美詩並出版了一本詩集。他主張向奴隸傳播宗教教育。

## 出生
戴維斯生於紐卡斯爾縣（今美國德拉瓦州），其父母大衛‧戴維斯（David Davies）和瑪莎‧托馬斯‧戴維斯（Martha Thomas Davies）是威爾斯裔浸信會教徒。他父母非常虔誠，母親更以先知撒母耳的名字為他命名。他的母親後來追隨長老會教義，讓他年輕時已有機會接觸喀爾文主義的神學。 他的父母無法負擔兒子上大學的費用，遂將其送到賓夕法尼亞州法格斯莊園的學院。在塞繆爾·布萊爾牧師（Rev. Samuel Blair）的指導下，他得以接受早期教育。 布萊爾牧師的兒子也叫撒母耳（Samuel），是普林斯頓大學1760年的畢業生，也是戴維斯擔任校長期間的最後一屆畢業生。小布萊爾後來成為美國眾議院的第二任牧師。 

## 傳道生涯

### 在維吉尼亞州傳教
1746年，戴維斯跟隨布萊爾完成學業後，獲得新堡長老會的許可開始傳教。在賓夕法尼亞州和德拉瓦州傳教期間，他加入了紐約新派總會，並於1746年10月23日，與莎拉·柯克派屈克（Sarah Kirkpatrick）結婚。
幾個月後，23歲的戴維斯被任命為維吉尼亞州的傳教士。1747年2月17日，他南下向反對聖公會的宗教異見者傳教。1743 年，維吉尼亞殖民地立法機關授權在維吉尼亞州漢諾威郡及其附近開設波爾格林閱覽室和其他三所閱覽室。戴維斯患上結核病，身體虛弱，但他仍忠心領導了五個郡的七所教會。1747年9月15日，也就是結婚週年紀念日前，戴維斯的妻子莎拉因流產去世。她的死使戴維斯相信自己也瀕臨死亡，因此他將自己完全投入到傳道事工中。
戴維斯最終恢復了健康，得似繼續他的傳教事業。年輕的派翠克·亨利和他的母親都曾聆聽過戴維斯的許多講道，亨利更坦承這些講道啟發了他自己的演講技巧。其他人也認為，戴維斯在世時，講壇上無人能及他的出色表現。 1748年5月，戴維斯返回維吉尼亞州，並於同年10月4日與來自威廉斯堡著名家族的簡·霍爾特（Jane Holt）結婚。他與簡有六個孩子，但其中一個孩子在出生時不幸夭折。 
戴維斯是第一批獲准在維吉尼亞州傳教的非英國聖公會牧師之一（另一位是當時已去世的弗朗西斯·馬克米（Francis Makemie））。他致力於推動宗教自由和公民自由。維吉尼亞州的聖公會往往不尊重「生而自由的思想」和不可剝奪的「良心自由」這些理念，但戴維斯堅定的宗教信念，使他重視這些理念。戴維斯協助建立漢諾威長老教會，該教會由維吉尼亞州和北卡羅來納州的所有長老教會牧師組成。他擔任該教會的第一位主持人，並被認為是該地區宗教異議人士的主要代言人。通過訴諸英國法律和自由觀念，戴維斯以一種令人滿意和有效的方式，成功推動了維吉尼亞州宗教寬容的進程，並為之後的政教分離奠定了基礎。雖然後來戴維斯離開維吉尼亞州，但1776 年《維吉尼亞權利法案》和 1786 年的《維吉尼亞宗教自由法令》維吉尼亞州最終實現了政教分離。戴維斯牧師在維吉尼亞州路易莎郡期間擔任了普羅維登斯長老會的第一任牧師，直至1759年，他離開維吉尼亞州，前往紐澤西州。

### 向奴隸傳教
戴維斯主張應該教育奴隸，讓他們學會閱讀。當時浸信會和衛理公會的傳教士認為，只有經歷聖靈的洗禮，人才能真正得到重生，但戴維斯認為，無論種族或社會地位如何，人如果不聆聽和閱讀上帝的道，就不可能擁有真正的宗教。雖然戴維斯個人並不反對奴隸制，但他認為，奴隸應該像他們的主人一樣，有權直接接觸上帝的道。據悉，在維吉尼亞州期間，他至少擁有兩名奴隸，但他堅信奴隸在靈性上是平等的。為證明擁有奴隸是正確的，他善待奴隸，以表現他是一位仁慈的主人。這種態度與當時的長老會教義一致，即奴隸制是一個政治問題，而不是教會問題。 1755年，戴維斯在一次講道中向參加祟拜的奴隸發出以下聲明：
你們知道，自從我來到這片殖民地，我一直關心你們的福祉。你們可以問我的黑人奴隸，我是否善待他們。」 
奴隸是戴維斯傳教工作的一個焦點，一些同時代的人注意到他設法讓大量非洲奴隸改變了信仰。戴維斯使用從倫敦的贊助者那裡收到的教材來教導奴隸，並創作了自己的讚美詩歌。著名的聖歌《主啊，我想成為一名基督徒》據說就起源於波爾格林閱覽室。戴維斯牧師最終為數百名奴隸施洗，使他們成為基督徒，他們得以與其他會眾一起坐在聖餐桌旁，共享聖餐。戴維斯的教會還允許奴隸在教堂內傳講福音。戴維斯估計，他在維吉尼亞州期間，向超過一千名黑人傳教。
在戴維斯在維吉尼亞州開始從事宗教工作時，有六名學生正在紐澤西州伊莉莎白的紐澤西學院學習。該學院成立於1746年，旨在教育「來自各個宗教派別的人」。1753年，當戴維斯在維吉尼亞州聲名鵲起時，學院的董事會說服他冒險前往英國，為這所新成立的學校籌集資金。戴維斯在日記中描述了這段有時令人沮喪的旅程，他寫道：「為人類奠定廣泛利益的基礎，不僅是為了當代，也是為了子孫後代，這是一個最令人振奮的前景。」戴維斯牧師和長老教會牧師吉爾伯特·田內特在英國度過了十一個月的時間，期間戴維斯共講道六十次。兩人主要是在教會收集募款，最終籌集了大量資金。奥立佛·克倫威爾的孫子捐贈了三畿尼來支持他們的努力。戴維斯和田內特最終為紐澤西學院籌集了共四千英鎊（折合2023年約224,816美元），足以興建拿索樓（Nassau Hall）。拿索樓是普林斯頓校園裡第一座永久建築物。
從英國回國後，戴維斯在維吉尼亞州的聲望日重，這主要得益於他在英法北美戰爭期間的出色表現。當時，丁威迪總督（Governor Dinwiddie）稱讚戴維斯是殖民地最優秀的征兵人員，因為他能真誠地勸說人們盡自己的一份力量「以確保自由帶來的那些不可估量的祝福」。
1759年，即戴維斯從英國募款之旅歸來四年後，紐澤西學院的董事會再次拜訪他，這次邀請他擔任該校的第四任校長。戴維斯最初拒絕了他們的邀請，認為受託人塞缪尔·芬利（Samuel Finley）更勝任這一職位。最終戴維斯接受了這一職務，並接替了在就職僅六週後去世的喬納森·愛德華兹。1757年至1758年間，普林斯頓大學受託人大衛·考威爾（David Cowell）擔任該學院代理校長，他主持談判，成功遊說戴維斯接受這一職位。戴維斯高度評價考威爾，稱讚他以「熱情、勤奮和欣然」的態度履行職責。

## 最後的講道與死亡
戴維斯自己的校長任期也同樣短暫——他於1761年去世，享年37歲。在那一年的元旦，戴維斯在普林斯頓大學發表最後一次講道，題為「一篇新年講章」。在講道中，他奇特地引用耶利米書 28:16作為参考經文，宣稱「我們中間有些人不僅有可能，而且極有可能在今年內死亡。」 1761年2月4日，即元旦講道後一個月，戴維斯幾乎如預言般死於肺炎。之後，芬利牧師接任普林斯頓大學校長一職。戴維斯和前任校長一起安葬在普林斯頓公墓。

## 影響

### 傳教士和演說家
戴維斯的一生相對短暫，但他卻取得了諸多成就，並實踐了他在學士學位演講中勸勉普林斯頓大學1760年畢業生的信條。這一信條在普林斯頓大學歷史上一直得到普林斯頓大學歷任校長的回應：「無論你的地位高低，都要吸收並珍惜公共精神，服務你們這一代。」塞繆爾·戴維斯是大覺醒運動的主要推動者之一。這場宗教復興運動最終導致美國教會脫離英格蘭教會。戴維斯的修辭天賦聞名於世，連演說家帕特里克·亨利也深受其影響。亨利小時候就聽過戴維斯的許多講道，並經常按母親的要求，大聲朗誦其中段落。亨利後來更直言戴維斯對他有「最深刻的影響」，並認為戴維斯是他聽過最偉大的演說家。
戴維斯非常認真對待自己的講道，堅信講道訊息應該「莊重而深情」。他的同代牧師朋友大衛·博茨維克（David Bostwick），讚譽戴維斯的講道「能刺透良知，激動人心」，而威廉·布埃爾·斯普拉格（William Buell Sprague）則指出，「他講話時充滿熱情......口才比當時美國講壇上的任何演講都更令人印象深刻、更有說服力。」戴維斯的講道集在美國和英國出版了多個版本，在他逝世後的五十年裡，這些講道集一直是最多人閱讀的英語著作之一。 前五卷講道集於1767年至1771年在倫敦印刷，最著名的美國版講道集有三卷，於 1851 年在紐約出版。

### 作曲家和詩人
音樂學家認為戴維斯是第一位美國土生土長的讚美詩作家。戴維斯繼承了以撒·華茲的旋律。他的歌詞被認為「堅實，但有些枯燥和沉重」， 但他創作的幾首讚美詩在美國讚美詩集中廣受歡迎，一直流行至二十世紀。他最受歡迎的兩首讚美詩是《永恆的靈，光明之源》（Eternal Spirit, Source of Light）和《偉大奇蹟之神，你所有的道路》（Great God of wonders, all Thy ways）。1752年，戴維斯在威廉斯堡出版了一本題為《雜詩，主要關於神聖主題》（Miscellaneous Poems, Chiefly on Divine Subjects.）的詩集。戴維斯的詩歌是以愛德華·泰勒的的沉思風格寫成的，儘管他試圖將「崇高的福音派修辭融入對句形式」，卻使其歌詞變得拘謹。

### 教育家和傳道者
在成為普林斯頓大學校長之前，戴維斯已對這所大學貢獻良多。他不謹成功籌集資金，興建拿索樓，還獲得英國的資助，為校長建造一座私人住宅，並設立一個用於教育年輕人的慈善基金。當他被選為校長後，一位受託人寫信給另一位受託人：「我相信，沒有哪所大學有比他更幸福的校長。你很難想像上帝賜予了這個人多麼驚人、不尋常的天賦。」在擔任校長期間，戴維斯起草了大學圖書館的第一個目錄，收錄了1,281冊書籍。戴維斯在維吉尼亞州向奴隸傳福音的努力，被稱為該殖民地「第一次持續的奴隸改宗活動」，引起了當今學術界的關注。

## 檔案館藏
賓夕法尼亞州費城的長老會歷史學會收藏了戴維斯的個人文獻檔案，包括與大衛·考威爾（David Cowell）牧師的書信往來、他的講道稿，以及他一部已出版作品的手稿。